# Masters de Roumanie de snooker
Le Masters de Roumanie de snooker est un tournoi professionnel non classé de snooker s'étant déroulé une seule fois en 2018.
Ryan Day s'y était imposé, glanant ainsi son troisième titre de la saison 2017-2018.

## Historique
Le tournoi est introduit au calendrier 2017-2018 de snooker, en cours de saison. La World Snooker annonce un tournoi regroupant l'élite du snooker mondial. Exceptionnellement, c'est la société McCann qui prend en charge l'organisation de la compétition.
Le choix de la Roumanie comme lieu de tenue du tournoi n'a pas été fait au hasard par Barry Hearn. Ce dernier explique que la popularité du snooker est grandissante en Roumanie. L'organisateur roumain (Cosmin Hodor) poursuit en rappelant que 2018 correspond à l'année du centenaire de la Grande Union du pays et qu'ainsi, la Roumanie était ravie d'accueillir une telle compétition.
Au-delà de toute cette symbolique, la fédération internationale établie cette compétition pour signer un partenariat avec la Roumanie, partenariat qui devrait donner naissance à deux autres compétitions professionnelles.
En 2016, Judd Trump avait remporté la première compétition majeure en Roumaine, le Masters d'Europe.